# Бэйпяозавр
Бэйпяоза́вр (лат. Beipiaosaurus) — монотипический род динозавров-теропод инфраотряда теризинозавров, включающий единственный вид — Beipiaosaurus inexpectus. Ископаемые остатки обнаружены на территории Китая неподалёку от города Бэйпяо в 1999 году. Жил в эпоху раннего мела (около 125 млн лет назад). Типовой вид — Beipiaosaurus inexpectus.

## Находки
В 2009 году было объявлено об открытии второго образца, STM31-1, частичного скелета с черепом, у которого были обнаружены удлинённые широкие нитчатые перья. Они были, вероятно, полыми, жесткими, овальными в диаметре, размером 3 мм в ширину и 15 см (6 дюймов) длиной. Неясно, являются ли они предвестником перьев или же это настоящие перья.
Все описания до настоящего времени очень небольшие, подробное изучение скелета до сих пор отсутствует.

## Описание

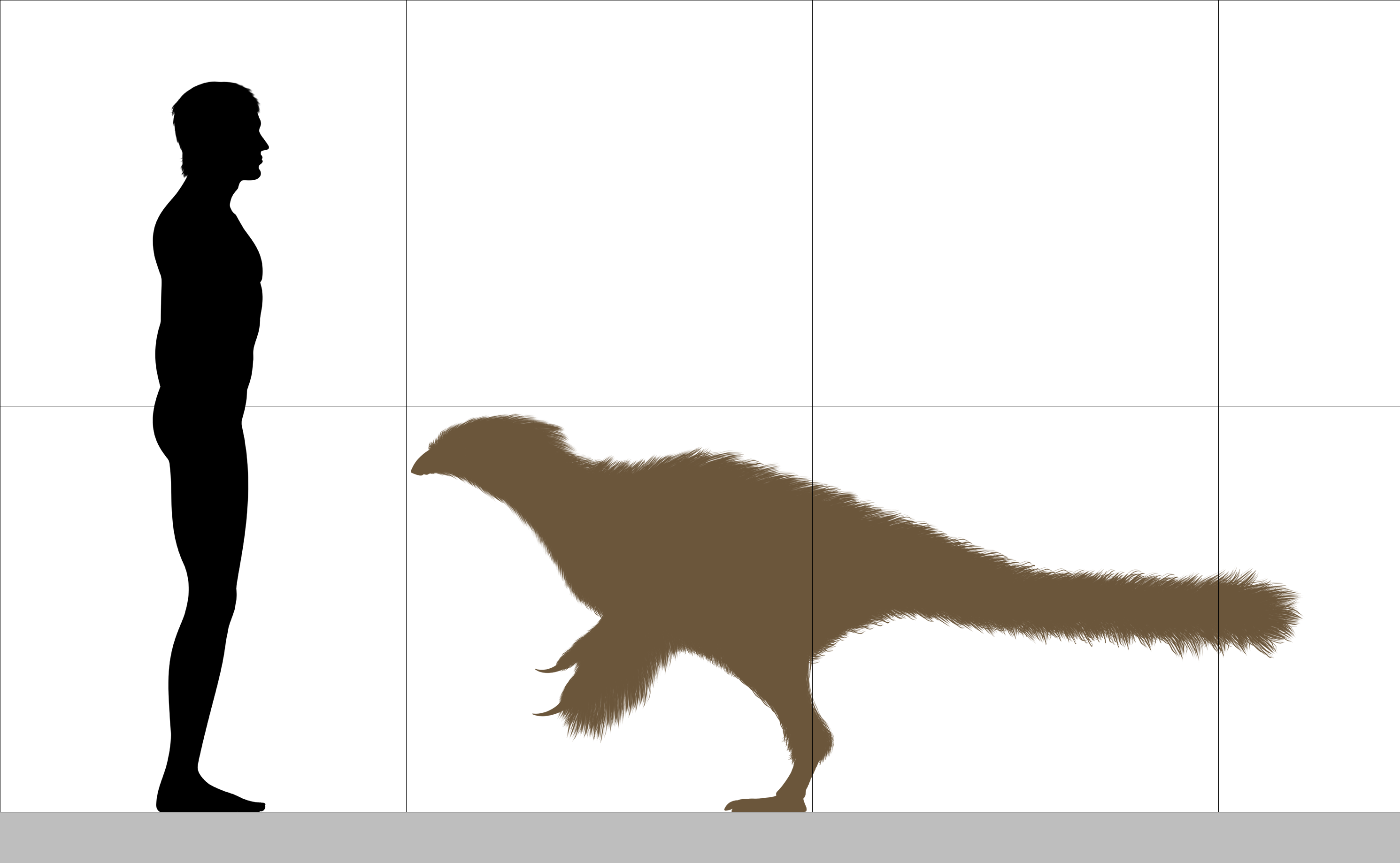
Сравнительный размер

Бэйпяозавр достигал в длину более 2 метров, а высоту — 90 сантиметров. Приблизительный вес тела — 80 килограммов. Бэйпяозавр имел длинные когти на передних конечностях, что характерно для теризинозавров, а на задних конечностях было всего три опорных пальца, в отличие от других представителей семейства, которые имели по четыре. В глубине рта располагались около 40 зубов, сам же клюв был беззубый. Предположительно, бэйпяозавр питался либо листвой и плодами, либо насекомыми. Судя по имеющимся отпечаткам двух бэйпяозавров, обнаруженных в Китае, они были практически полностью покрыты протоперьями. Одиночные, не имеющие ветвлений на всем своём протяжении, протоперья были довольно длинными. Так, в районе головы они достигали от 10 до 15 сантиметров. Протоперья бэйпяозавра, очевидно, были не пригодны для полёта, а служили, как у некоторых современных птиц, для демонстрационных актов.